# Gašper Porenta
Gašper Porenta, slovenski slikar in duhovnik, * 4. januar 1870, Virmaše, † 9. avgust 1930, Ljubljana.

## Življenje in delo
Rodil se je očetu Andreju in materi Mariji Mini (rojeni Logonder). Služboval je kot kaplan v Stopičah od julija 1893 do avgusta 1905. V šolskem letu 1905/1906 je bil prefekt v Zavodu sv. Stanislava in je tudi poučeval risanje na škofijski gimnaziji. Nato je odšel na akademijo umetnosti v Prago in bil po dovršenih študijah leta 1910 nameščen kot suplent risanja na knezoškofijski gimnaziji. Z odlokom škofijskega ordinariata je bil 4. oktobra 1912 imenovan za škofijskega duhovnega svetnika. Umrl je v Leonišču v Ljubljani.
Risanja so se pri njem učili Janez Mežan, Tone Kralj, Stane Kregar idr. Pisal ni veliko, le nekajkrat je v Mentorju in Domu in svetu objavil umetnostne eseje. Več kot 15 let je bil duhovni vodja sestram redovnicam v zavodu. Skoraj vse življenje pa je bolehal za jetiko, ki ga je na koncu tudi premagala.